# Rosalienkapelle (Forchtenstein)

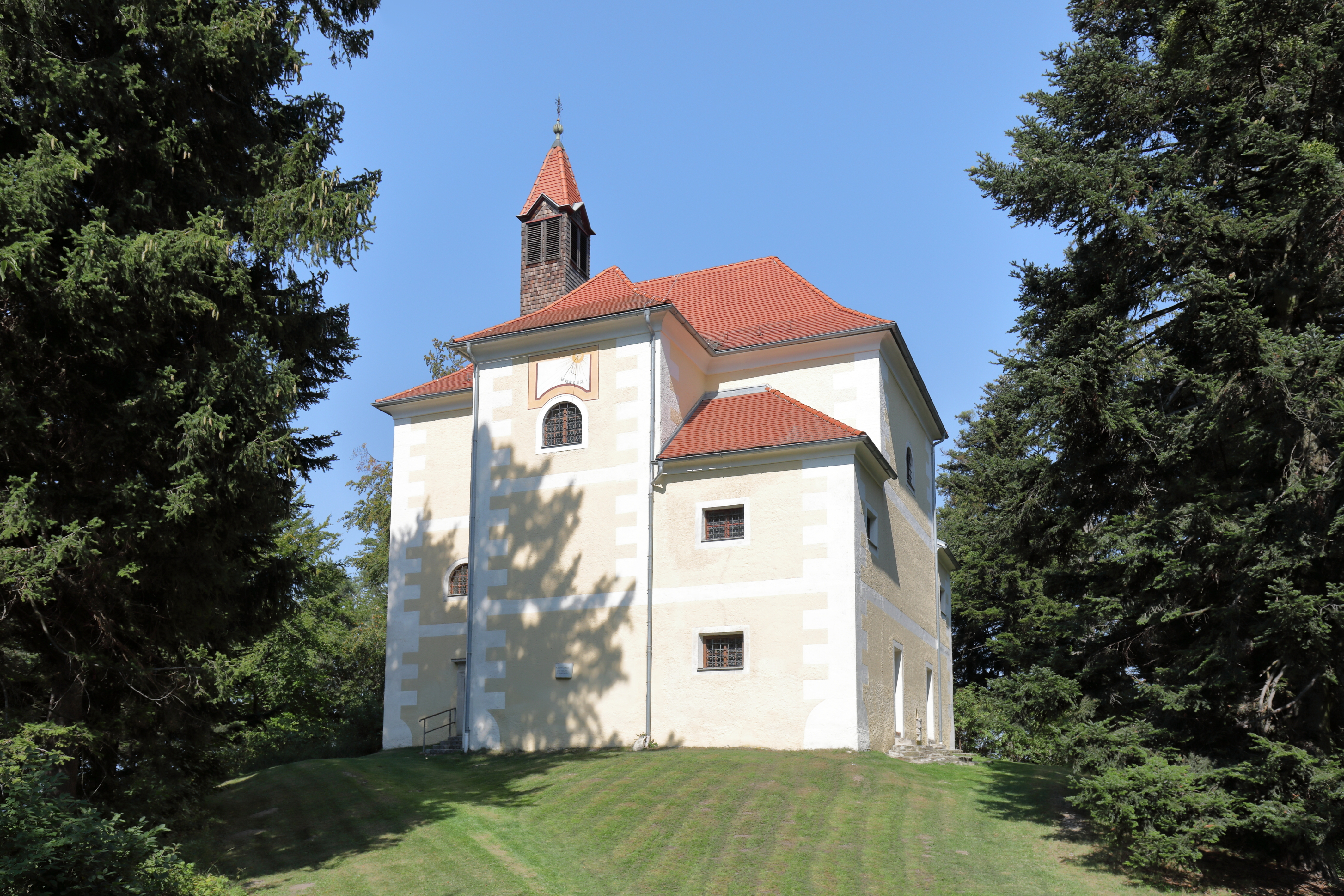
Südostansicht der Rosalienkapelle (2018)

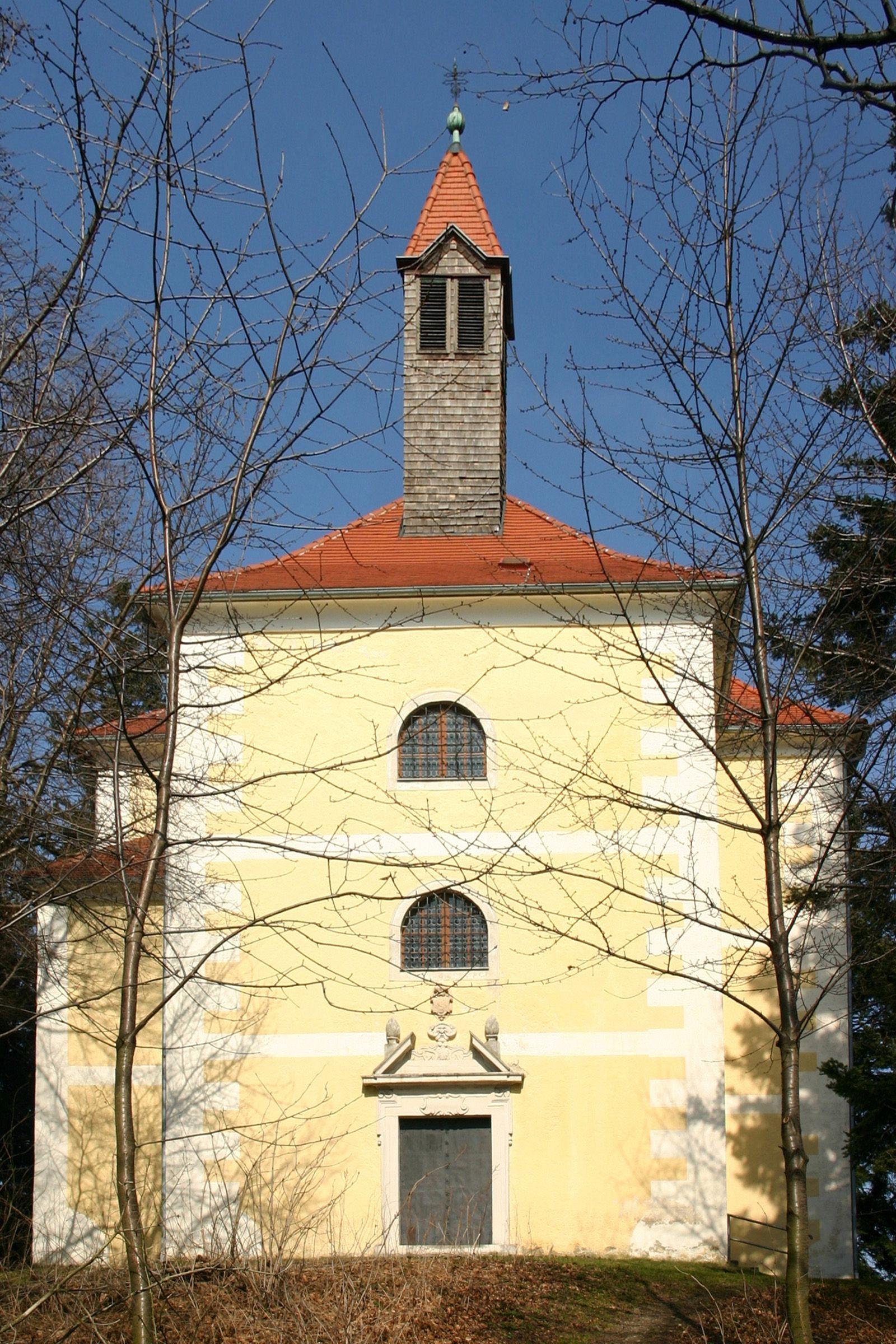
Rosalienkapelle von Westen (2009)

Die Rosalienkapelle ist eine Wallfahrtskirche im Gemeindegebiet von Forchtenstein im Burgenland (Österreich). Sie befindet sich auf dem Gebiet der Forchtensteiner Katastralgemeinde Neustift an der Rosalia auf dem Heuberg (748 m ü. A., auch Rosalia genannt), der höchsten Erhebung des Rosaliengebirges.

## Geschichte
Die erste Kapelle wurde im Jahr 1644 errichtet. Zu Ehren der Pestpatronin Rosalia ließ Fürst Paul Esterházy 1666 eine hölzerne Kirche errichten. Über dessen kreuzförmigen Grundriss wurde 1670 mit dem Bau einer steinernen Kirche begonnen. 1679 wurde die Kirche mit dem rechten Seitenaltar und 1681 mit dem linken Seitenaltar erweitert. 1682 erfolgte die Errichtung der Kanzel. Charakteristisch ist der bis heute unveränderte Baustil der Kirche mit der durch verschiedene Firsthöhen gegliederten Dachsilhouette sowie einem kleinen Turm mit Pyramidenhelm. Die Kirche wurde 1680 geweiht. Trotz ihrer nunmehr massiven Bauweise behielt sie im Volksmund den Namen Kapelle.

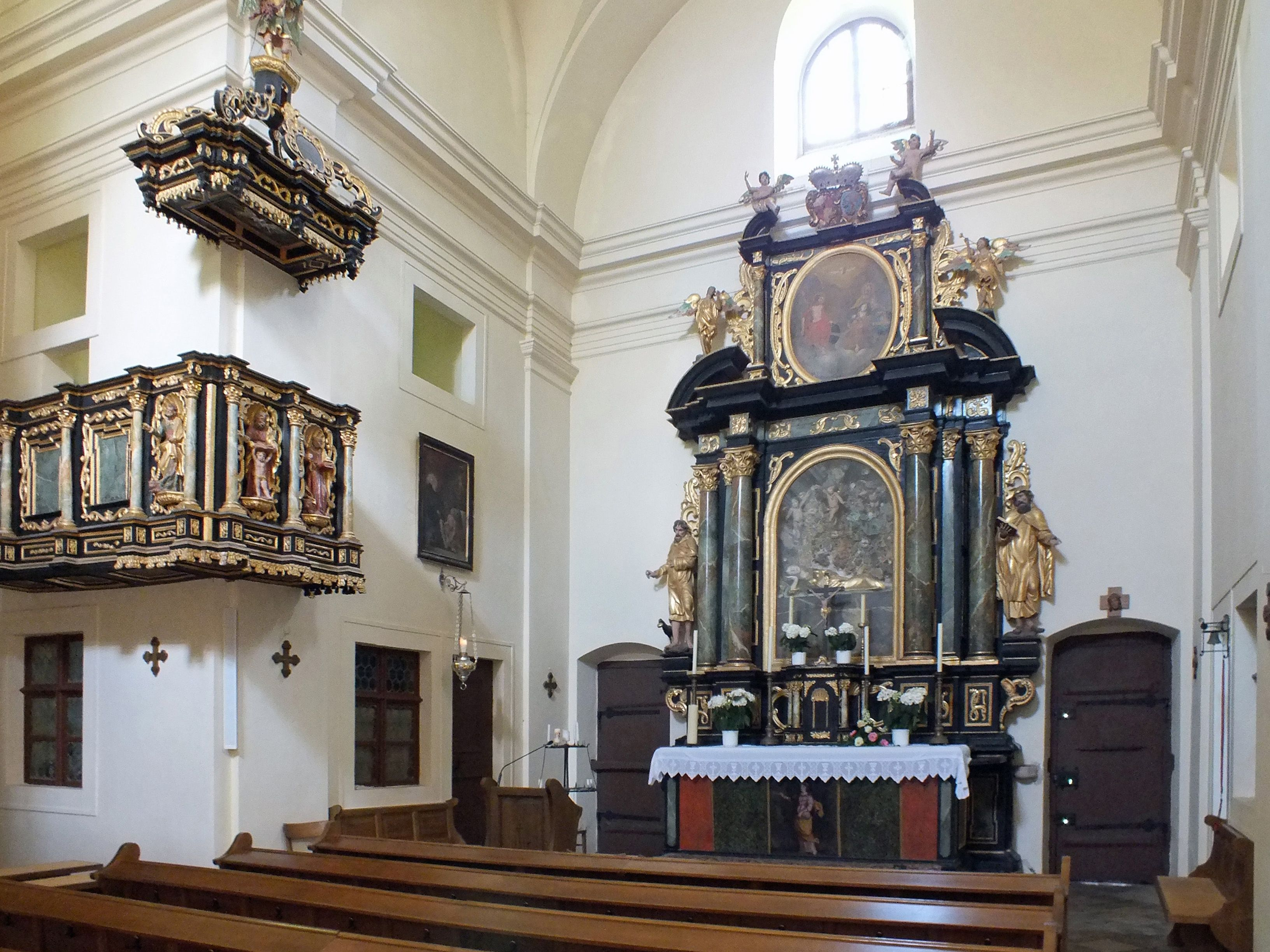
Hochaltar und Kanzel (2013)

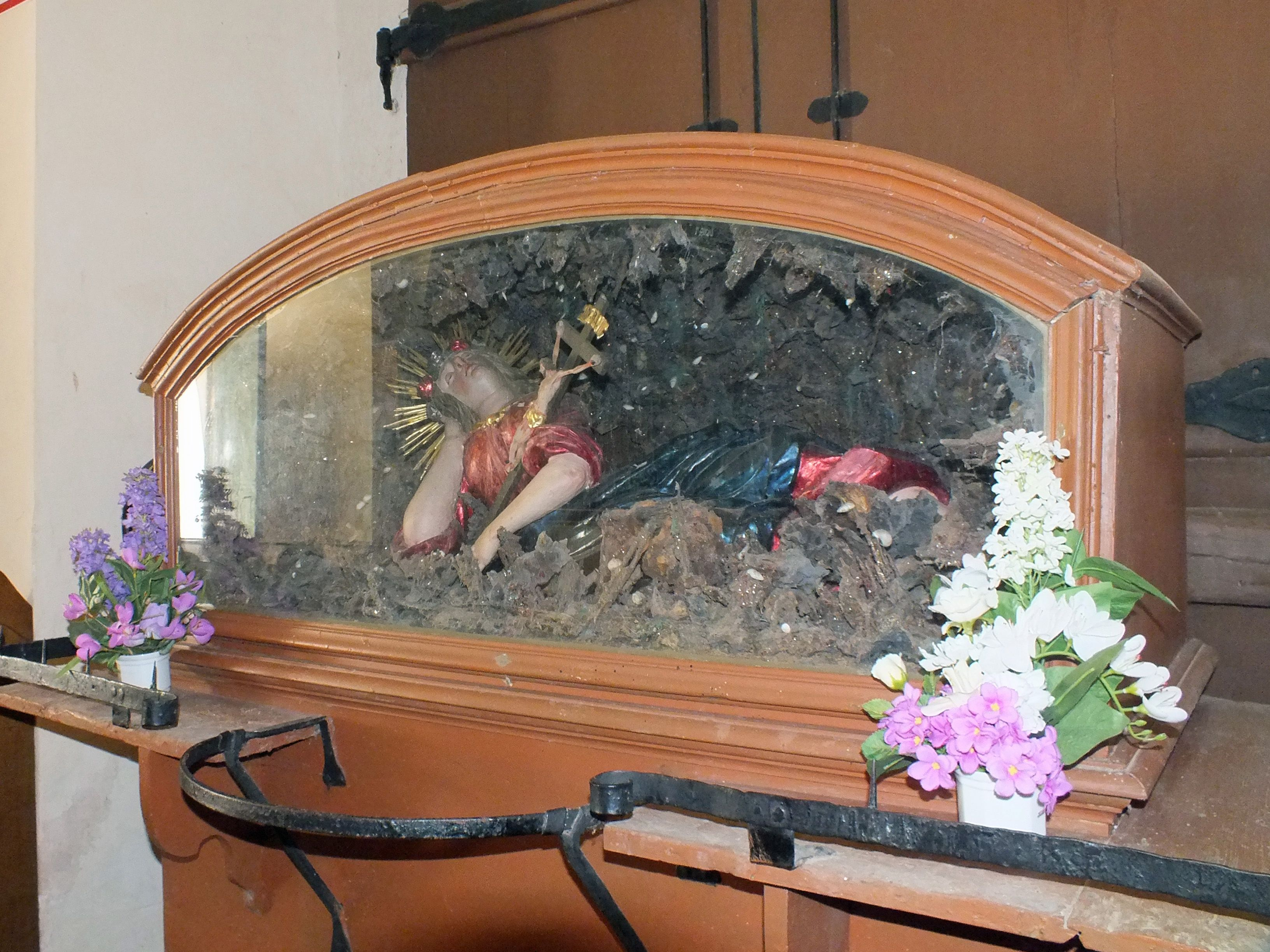
Rosalienschrein (2013)

Eine Besonderheit der Rosalienkapelle ist der barocke Hochaltar, der noch aus der Bauzeit stammt. Früher war in ihn ein verglaster Schrein mit der liegenden Rosalia integriert, der jetzt isoliert in der Kapelle steht. Sein früherer Platz am Hochaltar ist als abbildungsfreie Stelle noch deutlich zu erkennen. Der rechte Seitenaltar, der von den Pestpatronen Sebastian und Rochus flankiert wird, zeigt die heilige Rosalia beim Beten. Der linke Seitenaltar stellt die heilige Mutter Anna mit Maria und dem Jesuskind dar und wird von den Heiligen Franziskus und Antonius von Padua flankiert. Die Kanzel beinhaltet in Muschelnischen Statuen der vier Evangelisten. Auf dem Schalldeckel ist eine Statue des Erzengels Michael situiert. Weiters sind in der Kirche Statuen der Muttergottes und der heiligen Rosalia aufgestellt.
Nachdem die Kirche immer wieder viele Wallfahrer anzog und zur Verbreitung des Rosalienkults in Ungarn wesentlich betrug, spendete der Erzbischof von Gran und Primas von Ungarn, Leopold Kollonitsch 1695 eine kostbar gefasste Reliquie der Heiligen Rosalia.
Für Besucher ist die Kirche nur zwischen Anfang Mai und Ende Oktober an Sonn- und Feiertagen zur heiligen Messe (10:30 Uhr) und danach geöffnet. Von der Kirche aus haben Besucher einen Überblick über die Burg Forchtenstein. An klaren Tagen reicht die Sicht über das Mattersburger Becken bis zum Neusiedler See und weit über die Grenze nach Ungarn. In unmittelbarer Nähe der Kirche befindet sich der weit in der Region sichtbare Fernseh- und Radiosender Heuberg.

## Trivia
Einer Sage nach wurde die Rosalienkapelle errichtet, damit der Geist der grausamen Burgfrau Rosalia von Forchtenstein, welcher nachts um die Burg Forchtenstein spukte, Ruhe finden sollte. Angeblich soll der Spuk mit dem Bau der Rosalienkapelle tatsächlich beendet worden sein.
1997 gab die Österreichische Post eine Sonderbriefmarke im Wert von 7 Schilling heraus, die das Schloss Forchtenstein und darüber Die Grausame Rosalia von Forchtenstein darstellt.